# Análisis modal de fallos y efectos

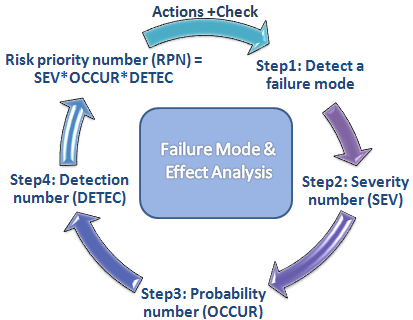
Un gráfico del proceso FMEA (en Inglés)

Un análisis modal de fallos y efectos (AMFE) es un procedimiento de análisis de fallos potenciales en un sistema de clasificación determinado por la gravedad o por el efecto de los fallos en el sistema.
Es utilizado habitualmente por empresas manufactureras en varias fases del ciclo de vida del producto, y recientemente se está utilizando también en la industria de servicios. Las causas de los fallos pueden ser cualquier error o defecto en los procesos o diseño, especialmente aquellos que afectan a los consumidores, y pueden ser potenciales o reales. El término análisis de efectos hace referencia al estudio de las consecuencias de esos fallos.

## Historia
El sistema AMFE fue introducido formalmente a finales de los años 40 para su uso por las fuerzas armadas de los Estados Unidos. Más adelante fue utilizado también en el desarrollo aeroespacial, con el fin de evitar fallos en pequeñas muestras y experimentos; fue utilizado por ejemplo en el programa espacial Apolo. El primer boom del uso de este sistema tuvo lugar durante los años 60, con los intentos de enviar un hombre a la luna y lograr su retorno a la tierra. 
En los años 70 Ford introdujo el sistema AMFE en la industria del automóvil para mejorar la seguridad, la producción y el diseño, tras el escándalo del Ford Pinto.
Aunque inicialmente fue desarrollado para el ejército, actualmente la metodología AMFE es utilizada en un gran número de industrias incluyendo la fabricación de semiconductores, software, industria alimentaria y salud. Está integrado en la planificación avanzada de la calidad de los productos (APQP) para ser utilizado como un instrumento para disminuir el riesgo y el tiempo de las estrategias preventivas, tanto en el diseño como en el desarrollo de procesos. El grupo de acción de la industria automovilística necesita utilizar AMFE en el proceso APQP y publica un manual detallado de cómo aplicar la metodología.
Cada causa potencial de riesgo debe ser considerada por su efecto en el producto y proceso, y según este riesgo, implementar una serie de acciones, y una vez completadas se revisan los riesgos. Toyota ha llevado este proceso un paso más lejos con su enfoque Design Review Based on Failure Mode (DRBFM). Este método es aceptado por la Sociedad Americana para la Calidad que ofrece guías detalladas para su aplicación.

## Implementación
En un AMFE, se otorga una prioridad a los fallos dependiendo de cuan serias sean sus consecuencias, la frecuencia con la que ocurren y con qué dificultad pueden ser localizadas. Un AMFE también documenta el conocimiento existente y las acciones sobre riesgos o fallos que deben ser utilizadas para lograr una mejora continua. El AMFE se utiliza durante la fase de diseño para evitar fallos futuros. Posteriormente es utilizado en las fases de control de procesos, antes y durante estos procesos. Idealmente, un AMFE empieza durante los primeros niveles conceptuales del proyecto y continúa a lo largo de la vida del producto o servicio.
La finalidad de un AMFE es eliminar o reducir los fallos, comenzando por aquellos con una prioridad más alta. Puede ser también utilizado para evaluar las prioridades de la gestión del riesgo. El AMFE ayuda a seleccionar soluciones que reducen los impactos acumulativos de las consecuencias del ciclo de vida (riesgos) del fallo de un sistema (fallo).
Es utilizado en varios sistemas de calidad oficiales como QS-9000 o ISO/TS 16949..

## Uso de AMFE en el diseño
AMFE puede ofrecer un enfoque analítico al gestionar los modos de fallos potenciales y sus causas asociadas. Al tener en cuenta posibles fallos en el diseño de seguridad, coste, rendimiento, calidad o resistencia, un ingeniero puede obtener una gran cantidad de información sobre como alterar los procesos de fabricación para evitar estos fallos.
AMFE otorga una herramienta sencilla para determinar qué riesgo es el más importante, y por lo tanto qué acción es necesaria para prevenir el problema antes de que ocurra. El desarrollo de estas especificaciones asegura que el producto cumplirá los requisitos definidos.

### Trabajo previo
El proceso para conducir un AMFE es lineal. Se desarrolla en tres fases principales en las cuales las acciones adecuadas deben ser definidas. Pero antes de comenzar con un AMFE es importante completar un trabajo previo que asegure qué información sobre la resistencia y la historia del producto son incluidas en el análisis.
Un análisis de resistencia puede obtenerse mediante una interfaz de matrices, diagramas de límites y diagramas de parámetros. Mucho de los fallos se deben a la interacción con otros sistemas y partes, ya que, generalmente, los ingenieros suelen centrarse solo en lo que controlan directamente.
Para comenzar, es necesario describir el sistema y su función, ya que un buen entendimiento del mismo simplifica su análisis. De esta forma un ingeniero puede comprobar qué usos del sistema son adecuados y cuáles no. Es importante considerar los usos tanto intencionados como no intencionados. Los usos no intencionados son un tipo de entorno hostil.
A continuación debe crearse un diagrama de bloques del sistema. Este diagrama ofrece una visión general de los principales componentes o pasos en el proceso, y como estos están relacionados entre sí. Esto recibe el nombre de relaciones lógicas, alrededor de las cuales puede desarrollarse un AMFE. La creación de un sistema de codificación para identificar las diferentes partes o procesos es muy recomendable y útil. El diagrama de bloques debe ser incluido siempre con el AMFE.
Antes de comenzar el AMFE debe crearse una hoja de trabajo con las necesidades y que contenga la información importante sobre el sistema como fecha de revisión o nombre de los componentes. En esta hoja de trabajo todos los ítems o funciones o el título deben ser listados de una forma lógica, basada en diagramas de bloques.
| Función             | Falla                                             | Efecto(s)                                             | S (Nivel de gravedad) | Causa(s)                                                                   | O (Nivel de ocurrencia) | Controles actuales | D (Dificultad de detección)                                                       | CRIT (características críticas) | NPR (número de prioridad del riesgo) | Acciones recomendadas | Responsabilidad y fecha de cumplimiento de objetivos | Acciones realizadas |
| ------------------- | ------------------------------------------------- | ----------------------------------------------------- | --------------------- | -------------------------------------------------------------------------- | ----------------------- | --- | --------------------------------------------------------------------------------- | ------------------------------- | ------------------------------------ | --- | ---------------------------------------------------- | ------------------- |
| Llenar cuba Gas-Oil | No se activa la alarma de nivel máximo de líquido | El Gas-Oil se desborda - Posible incendio o explosión | 10 (Daños a personas) | Fallo del sensor de nivel máximo Sensor de nivel desconectado por operario | 2 4                     | Experiencia del operario (evaluación del tiempo de llenado basada en el tiempo que ha tardado en llenarse hasta la alarma del nivel medio) | 10 (La detección basada en la atención del operario NO se considera. No es serio) | Si                              | 200 (10*2*10) 400 (10*4*10)          | Añadir un segundo sensor de nivel máximo. Nuevo NPR=100 (10*1*10) Eliminar la posibilidad de desconexión del sensor de nivel máximo. Nuevo NPR=100 (10*1*10) | Juan Pérez 17-abril-2018                             |                     |

### Paso 1: Gravedad
Determinar todos los modos de fallos basados en los requerimientos funcionales y sus efectos Ejemplos de modos de fallos son: cortocircuitos eléctricos, corrosiones o deformaciones.
Es importante apuntar que un fallo en un componente puede llevar a un fallo en otro componente. El modo de fallos debe ser listado en términos técnicos y por función. Así, el efecto final de cada modo de fallo debe tenerse en cuenta. Un efecto de fallo se define como el resultado de un modo de fallo en la función del sistema percibida por el usuario. Por lo tanto es necesario dejar constancia por escrito de estos efectos tal como los verá o experimentará el usuario. Ejemplos de efectos de fallos son: rendimiento bajo, ruido y daños a un usuario. Cada efecto recibe un número de gravedad (S) que va desde el 1 (sin peligro) hasta el 10 (crítico). Estos números ayudarán a los ingenieros a priorizar los modos de fallo y sus efectos. Si la gravedad de un efecto tiene un grado 9 o 10, se debe considerar cambiar el diseño eliminando el modo de fallo o protegiendo al usuario de su efecto. Un grado 9 o 10 está reservado para aquellos efectos que causarían daño al usuario.

### Paso 2: Ocurrencia o Frecuencia
En este paso es necesario observar la causa del fallo y determinar con qué frecuencia ocurre. Esto puede lograrse mediante la observación de productos o procesos similares y la documentación de sus fallos. La causa de un fallo está vista como un punto débil del diseño. Todas las causas potenciales de modo de fallos deben ser identificadas y documentadas utilizando terminología técnica. Ejemplos de causas son: algoritmos erróneos, voltaje excesivo o condiciones de funcionamiento inadecuadas.
Un modo de fallos recibe un número de probabilidad (O) que puede ir del 1 al 10. Las acciones deben de desarrollarse si la incidencia es alta (>4 para fallos no relacionados con la seguridad y >1 cuando el número de gravedad del paso 1 es de 9 o 10). Este paso se conoce como el desarrollo detallado del proceso del AMFE. La incidencia puede ser definida también como un porcentaje. Si un problema no relacionado con la seguridad tiene una incidencia de menos del 1% se le puede dar una cifra de 1; dependiendo del producto y las especificaciones de usuario.

### Paso 3: Capacidad de Detección (inversa)
Cuando las acciones adecuadas se han determinado, es necesario comprobar su eficiencia y realizar una verificación del diseño. Debe seleccionarse el método de inspección adecuado. En primer lugar un ingeniero debe observar los controles actuales del sistema que impidan los modos de fallos o bien que lo detecten antes de que alcance al consumidor.
Posteriormente deben identificarse técnicas de testeo, análisis y monitorización que hayan sido utilizadas en sistemas similares para detectar fallos.
De estos controles, un ingeniero puede conocer qué posibilidad hay de que ocurran fallos y cómo detectarlos. Cada combinación de los dos pasos anteriores recibe un número de detección (D). Este número representa la capacidad de los tests planificados y las inspecciones de eliminar los defectos y detectar modos de fallos.
Tras estos tres pasos básicos se calculan los números de prioridad del riesgo conocido como (NPR).

### Números de prioridad del riesgo
Los números de prioridad del riesgo no son una parte importante de los criterios de selección de un plan de acción contra los modos de fallo. Son más bien un parámetro de ayuda en la evaluación de estas acciones.
Después de evaluar la gravedad, incidencia y detectabilidad los números de prioridad del riesgo se pueden calcular multiplicando estos tres números: NPR = S x O x D.
Esto debe realizarse para todo el proceso o diseño. Una vez está calculado, es fácil determinar las áreas que deben ser de mayor preocupación. Los modos de fallo que tengan un mayor número de prioridad del riesgo deben ser los que reciban la mayor prioridad para desarrollar acciones correctivas. Esto significa que no son siempre los modos de fallo con los números de gravedad más altos los que deben ser solucionados primero. Pueden existir fallos menos graves, pero que ocurran más a menudo y sean menos detectables.
Tras asignar estos valores se recomiendan una serie de acciones con un objetivo, se reparten responsabilidades y se definen las fechas de implementación. Estas acciones pueden incluir inspecciones específicas, testeo, pruebas de calidad, rediseño, etc. Tras implementar las acciones en el diseño o proceso, debe comprobarse de nuevo el número de prioridad del riesgo para confirmar las mejoras. Estas pruebas se representan normalmente de forma gráfica para una fácil visualización. Siempre que se realicen cambios en un proceso o diseño, debe actualizarse el AMFE.
Deben tenerse en cuenta algunos puntos obvios pero importantes:
- Intentar eliminar el modo de fallos (algunos fallos son más evitables que otros)
- Reducir la incidencia del modo de fallos
- Mejorar la detección

Nota: No se puede "Minimizar la gravedad del fallo" dado que la gravedad mide la gravedad del efecto (un hecho). Por ejemplo, si el efecto de un fallo es "posible muerte de un usuario", la gravedad es "10" - se minimice o no la frecuencia del fallo.

## Interpretación de resultados
Al analizar los resultados del AMFE se deberá actuar en aquellos puntos prioritarios para la optimización del diseño del producto/servicio. Estos puntos son los que tienen un NPR elevado y los de Índice de Gravedad más grande.
Las acciones que se realizan como consecuencia del análisis del resultado del AMFE solo se pueden orientar a:
- Reducir la Probabilidad de Ocurrencia (preferible). Hay que cambiar el diseño del proceso o del producto.
- Aumentar la Probabilidad de Localización (implica aumento de coste).

Una interpretación errónea puede provenir de:
- No haber identificado todas las funciones o prestaciones del objeto de estudio, o bien, no corresponden dichas funciones con las necesidades y expectativas del usuario o cliente.
- No considerar todos los Modos de Fallo Potenciales por creer que alguno de ellos no podría darse nunca.
- Realizar una identificación de Causas posibles superficial
- Un cálculo de los índices de incidencia y detección basados en probabilidades no suficientemente contrastadas con los datos históricos de productos/servicios semejantes.

## Timing de un AMFE
Un AMFE debe ser actualizado:
- Al comenzar un ciclo (nuevo producto / proceso).
- Al cambiar las condiciones de funcionamiento.
- Cuando se realizan cambios en el diseño.
- Con la aprobación de nuevas leyes y normativas.
- Si el feedback recibido de los usuarios indican que hay un problema.

## Usos de AMFE
- Desarrollo de un sistema que minimice la posibilidad de fallos.
- Desarrollo de métodos de diseño y sistemas de prueba para asegurar que se eliminan los fallos.
- Evaluación de los requisitos del consumidor para asegurar que estos no causan fallos potenciales.
- Identificación de elementos de diseño que causan fallos y minimización o eliminación de esos efectos.
- Seguimiento y gestión de riesgos potenciales en el diseño, evitando cometer los mismos errores en proyectos futuros.
- Asegurar que cualquier fallo que pueda ocurrir no cause daño al consumidor o tenga un impacto grave en el sistema.

## Ventajas
- Mejora de la calidad, fiabilidad y seguridad de un producto o proceso
- Mejorar la imagen y competitividad de la organización
- Aumentar la satisfacción del usuario
- Reducir el tiempo y coste de desarrollo del sistema
- Recopilación de información para reducir fallos futuros y capturar conocimiento de ingeniería
- Reducción de problemas posibles con las garantías
- Identificación y eliminación temprana de problemas potenciales
- Énfasis en la prevención de problemas
- Minimización de los cambios a última hora y sus costes asociados
- Catalizador del trabajo en equipo y el intercambio de ideas entre departamentos

## Limitaciones
Puesto que un AMFE depende de los miembros del comité que examinan los fallos, está limitado por su experiencia previa. Si un fallo no puede ser detectado, será necesario contar con ayuda externa de consultores que conocen una amplia variedad de problemas y fallos.
AMFE se convierte así en un sistema parte de los controles de calidad, donde la documentación es vital para la implementación. Textos generales y documentación detallada existen sobre la ingeniería forense y el análisis de fallos. Es un requisito general en muchos países el uso de un sistema AMFE para evaluar la integridad de un producto. 
Si se utiliza como una herramienta vertical y jerárquica, AMFE puede identificar solo los grandes fallos del sistema. El análisis por árboles de fallo es más adecuado. Cuando se utiliza como una herramienta jerárquica de abajo hacia arriba, AMFE puede mejorar los análisis por árboles de fallo e identificar un mayor número de causas y fallos. 
La multiplicación de la gravedad, incidencia y detección puede resultar en cambios en las numeraciones, donde un fallo menos serio recibe una mayor importancia que un fallo grave. El motivo de esto es que estas cifras son escalas ordenales de números y la multiplicación no es una operación válida con ellos. El problema es que esta escala no marca la diferencia entre una cifra y otra. Por ejemplo un resultado “2” no tiene porque ser el doble de negativo que un resultado “1”, u “8” no tiene porque ser el doble de negativo que “4”, aunque la multiplicación haga que parezca así.
Ver niveles de medida para más información.

## Software
El uso de software mejora la documentación de un proceso de AMFE. Debe seleccionarse un software que sea de fácil uso y permita la actualización constante de la documentación. Es importante contar con la aceptación del equipo antes de comenzar con la implantación de un sistema AMFE.
La opción más simple es una hoja de cálculo.

## Tipos de AMFE
- Proceso: análisis de los procesos de fabricación y ensamblaje.
- Diseño: análisis de productos antes de su producción.
- Concepto: análisis de sistemas o subsistemas en las fases iniciales de diseño.
- Equipo: análisis de maquinaria y equipo de diseño antes de su adquisición.
- Servicio: análisis de los procesos del sector servicio antes de que sean puestos en marcha y su impacto en el consumidor.
- Sistema: análisis del sistema de funciones global.
- Software: análisis de las funciones del software.